# Distretto di Morafenobe
Il distretto di Morafenobe è un distretto del Madagascar situato nella regione di Melaky. Ha per capoluogo la città di Morafenobe.
La popolazione del distretto è di 22 774 abitanti (censimento 2011).